# John Henry (toxicólogo)
John Anthony Henry (11 de marzo de 1939, Greenwich, Inglaterra – 8 de mayo de 2007) fue un científico especializado en toxicología en la Facultad de Medicina del Imperial College London, que desarrolló su actividad en el Hospital de St. Mary's de Paddington (Londres). Llevó a cabo importantes investigaciones sobre los efectos que tienen sobre la salud el cannabis, la cocaína y otras drogas.

## Biografía

### Infancia
Nacido en Greenwich, Henry fue el mayor de los cuatro hermanos que sobrevivieron. Su padre, el irlandés John Aloysius Henry, era médico de familia y fue el médico del Millwall Football Club, lo que despertó en el joven Henry una afición por el fútbol que habría de durarle toda la vida.

### Educación
Henry fue educado en la St. Joseph's Academy (Blackheath), dirigida por los Hermanos de la Salle. Más tarde asistió a la Escuela de Medicina del King's College London. Allí conoció el Opus Dei y pidió la admisión como miembro numerario a los 20 años. Desde entonces, asistió a misa a diario y dedicaba dos ratos al día para hacer oración.

### Enfermedad y recuperación
En 1969, durante unas vacaciones en Italia, Henry contrajo una infección que no fue tratada adecuadamente, lo que le causó insuficiencia renal. Sus médicos pensaron que, a falta de un trasplante de riñón, no podría sobrevivir mucho tiempo sometido a diálisis, y se apartó del ejercicio de la medicina durante cinco años, periodo éste en el que se hizo cargo de la dirección de Netherhall House, una residencia universitaria en Hampstead (de 1967 hasta 1970 ).
En 1976, se encontró un riñón compatible y le pudo ser realizado el trasplante.

### Retorno a la medicina y aparición en los medios
Después de esto, Henry retornó al ejercicio de la medicina como médico asistente en el hospital infantil Guy's Hospital, donde mostró grandes desvelos por sus pacientes. En 1982 fue nombrado médico especialista de la National Poisons Unit at Guy's (Unidad Nacional de Toxicología Infantil), donde logró gran éxito en la recuperación y salvación de vidas de niños intoxicados, especialmente, en los casos que habían ingerido productos de uso doméstico. Llevó a cabo una profunda investigación para descubrir cómo actúan los venenos y cómo contrarrestar su acción.
Henry era capaz de traducir el lenguaje médico en términos que fueran fácilmente entendidos por el hombre de a pie, y conocía bien todos los aspectos referidos a drogas y venenos. Se interesó especialmente en el daño que causan las drogas ilegales en la juventud. Insistió en que los efectos del cannabis son mucho más nocivos que los del simple tabaco, en contra de lo que es una “leyenda urbana” que hace que los jóvenes pierdan miedo a su consumo.
También demostró cómo el éxtasis (MDMA) y las anfetaminas pueden causar la muerte por hiperpirexia y deshidratación.
Fue el primero que advirtió públicamente que los riesgos del éxtasis estaban siendo subestimados, y pronto recibió el apodo de "Mr E". Fue citado a la Tribuna de los Testigos como experto en el célebre caso de la muerte de Leah Betts, una chica que murió en su 18 cumpleaños tras ingerir una tableta de éxtasis.
Durante las elecciones ucranianas de 2004, fue quien advirtió que el candidato de la oposición, Víktor Yúshchenko, podía haber sido envenenado usando dioxina.
También fue el toxicólogo clínico que trató al disidente ruso Alexander Litvinenko en el University College Hospital, envenenado en noviembre de 2006. Inicialmente pensó que se trataba de un envenenamiento por talio, pero luego se vio que el principio tóxico había sido polonio-210.

### Muerte
En abril de 2007, falló el riñón trasplantado de Henry y fue llevado al hospital para realizarle una intervención quirúrgica, de la que salió con éxito. Aparentemente recuperado, falleció sin embargo de una hemorragia interna.

## Televisión
El profesor Henry apareció numerosas veces en televisión, incluyendo un documental de la Sky One en el que se trató el caso del presidente ucraniano Víktor Yúshchenko. Incluso llegó a aparecer en el Ali G show, creyendo que se trataba de un programa educativo, y habló acerca de los peligros de las drogas duras, provocando las risas de los asistentes. Su última aparición en la pequeña pantalla fue en un episodio de Horizon titulado "A Perfect Murder" ("Un asesinato perfecto"), en el que habló sobre los casos de envenenamiento de Litvinenko y Yuschenko. Este episodio fue emitido a las 21:00 del 8 de mayo de 2007, el mismo día de su muerte, y el director del programa incluyó esta circunstancia como reconocimiento al final de los créditos.

### En inglés
- Obituario en The Times, (14/5/2007)
- Obituario en The Daily Telegraph , (12/5/2007)
- The Guardian: “Litvinenko poisoning: the main players” (“El envenenamiento de Litvinenko: actores principales”), (24/11/2006).
- Netherhall House

- Datos: Q6238724